# (872) Хольда
(872) Хольда (лат. Holda) — астероид главного пояса астероидов, принадлежащий к спектральному классу M. Астероид был открыт 21 мая 1917 года немецким астрономом Максом Вольфом в Гейдельбергской обсерватории на юго-западе Германии и назван в честь американского астронома Эдварда Синглтона Холдена.

## Физические характеристики
На основании исследований, проведённых инфракрасными спутниками IRAS, Akari и WISE, диаметр варьируется между 30.04 и 41.5 км, а отражающая способность между 0,111 и 0,21.
Хольда довольно яркий астероид с показателем цвета B-V = 0,726 и U-B=0,275. По классификации Толена астероид причисляют к классу PC, что соответствует классу металлических астероидов P с признаками класса С. По классификации SMASSI принадлежит к классу неопределённых астероидов X.
На основании кривых блеска определён период вращения астероида 5.94 ч. При этом изменения блеска равнялось 0.3 звёздной величины, что указывает на несколько вытянутую форму астероида